# Darios (fill d'Artaxerxes II)
Darios -Dareius, Δαρεῖος- (s. V aC) fou el fill gran d'Artaxerxes II de Pèrsia i fou designat hereu de la corona pel seu pare cap al final del seu regnat per posar fi a la disputa sobre la successió entre els dos fills del rei Darios i Ocos. Darios tenia 50 anys i segons el costum en ser designat es demanava al rei un obsequi; Darios li va demanar a Aspàsia de Focea, la concubina favorita del seu pare; Artaxerxes va accedir sempre que la noia hi donés el consentiment i la noia ho va fer; però llavors el pare va esdevenir gelós i va trencar la seva promesa i va consagrar a Aspàsia al servei d'Àrtemis a Ecbàtana.
Darios va quedar molt ressentit contra el pare i encara fou encoratjat per Tiribazos que havia rebut una ofensa similar del rei. Darios va organitzar una conspiració amb diversos dels seus germanastres, però el complot fou descobert i Darios executat.